# Harold Adamson
Harold Campbell Adamson  (*  10. Dezember 1906 in Greenville, New Jersey; † 17. August 1980 in Los Angeles, Kalifornien) war ein US-amerikanischer Songwriter, Filmkomponist und Liedtexter.

## Leben
Adamson wuchs in New York auf, wo er seine Schulausbildung absolvierte. Später besuchte er die University of Kansas und die Harvard University. Während seiner Zeit an der University of Kansas verfasste er erste eigene Lieder, und nach dem Abschluss seines Studiums verfolgte er eine Karriere als Songwriter. 1930 arbeitete er erstmals am Broadway, wo zu Vincent Youmans Kompositionen für das Musical Smiles die Texte beisteuerte. Im darauf folgenden Jahr arbeitete er mit Jimmy McHugh und Burton Lane an zwei weiteren Broadwayproduktionen. 1933 verließ Adamson den Broadway, nachdem er einen Vertrag bei Metro-Goldwyn-Mayer erhalten hatte. Zwischen 1937 und 1958 war er fünf Mal für den Besten Song für den Oscar nominiert, zum ersten Mal 1937 für den zusammen mit Walter Donaldson verfassten Titel Did I Remember aus dem Filmdrama Suzy mit Jean Harlow und Cary Grant in den Hauptrollen. Neben seinem Hauptwerk als Texter komponierte er auch gelegentlich, unter anderem die Titelmusik zur Fernsehserie Wyatt Earp greift ein. Auch nach seinem Tod 1980 griffen Filmemacher gerne auf seine Kompositionen zurück, so wurde Around The World in Good Morning, Vietnam gespielt, An Affair to Remember in Schlaflos in Seattle und Wie werde ich ihn los – in 10 Tagen? sowie It's A Wonderful World in Die Brücken am Fluß.
Adamson war von 1948 bis zu seinem Tod 1980 mit der Theaterschauspielerin Gretchen Davidson verheiratet.

## Broadway
- 1930: Smiles
- 1931: Singin’ the Blues
- 1931: Earl Carroll's Vanities
- 1941: Banjo Eyes
- 1948: As the Girls Go

## Auszeichnungen
- 1937: Oscar-Nominierung für den Titel Did I Remember in Suzy
- 1939: Oscar-Nominierung für den Titel My Own in That Certain Age
- 1944: Oscar-Nominierung für den Titel Change of Heart in Hit Parade of 1943
- 1945: Oscar-Nominierung für den Titel I Couldn’t Sleep a Wink Last Night in Higher and Higher
- 1958: Oscar-Nominierung für den Titel An Affair to Remember in Die große Liebe meines Lebens